# Christina Schachtner
Christina Schachtner (* 1948) ist Professorin für Medienwissenschaft mit dem Schwerpunkt Digitale Medien.

## Leben
Christina Schachtner erlernte den Beruf der Kindergärtnerin, dann den der Kriminalbeamtin. Von 1975 bis 1980 studierte sie an der Ludwig-Maximilians-Universität München und erwarb das Diplom in Soziologie. Im Anschluss daran arbeitete sie als wissenschaftliche Mitarbeiterin in dem DFG-Projekt Erleben und Umgang mit Alter und Krankheit im Kontext soziokultureller Umbrüche und individueller Biografien an der Universität Augsburg unter der Leitung von Peter Atteslander. Von 1983 bis 1996 war sie als wissenschaftliche Mitarbeiterin am Institut für Psychologie der Ludwig-Maximilians-Universität München tätig, wo sie im Jahre 1987 mit der Arbeit Störfall Alter promovierte und im Jahre 1991 mit der Arbeit Geistmaschine: Faszination und Provokation am Computer habilitierte. Nach einer Gastprofessur für Gender Studies am Institut für Psychologie der Universität Wien nahm sie im Jahre 1996 den Ruf auf eine C4-Professur an der Philipps-Universität Marburg an. Im Jahre 2003/2004 folgte sie einem Ruf an das Institut für Medien- und Kommunikationswissenschaft an der Alpen-Adria-Universität Klagenfurt und wurde Professorin für Medienwissenschaft mit dem Schwerpunkt Digitale Medien.
Christina Schachtner nahm eine Reihe von Gastprofessuren und Forschungsaufenthalten an der University of California in Berkeley und San Francisco/USA, an der University of Western Sydney/Australien, an der Universidade do Vale do Rio dos Sinos in São Leopoldo/Brasilien, am Massachusetts Institute of Technology/USA, am Goldsmiths, University of London/Großbritannien, an der Shanghai International Studies University/China, an der University of Jyväskylä/Finnland, an der University of Halmstad/Schweden und an der Universität Warschau/Polen wahr.

## Forschung
In ihrer Dissertation mit dem Titel Störfall Alter, Für ein Recht auf Eigen-Sinn beschäftigte sich Christina Schachtner mit der Zerbrechlichkeit und Endlichkeit menschlichen Lebens im Kontext einer Kultur der „instrumentellen Vernunft“ (M. Horkheimer). Mit dieser Perspektive auf das Alter schlug sie eine theoretische Brücke zur technischen Welt, die beginnend mit ihrer Habilitation zum Mittelpunkt ihrer Forschungstätigkeit wurde. Im Rahmen ihres Habilitationsprojektes interviewte sie in universitären Forschungslabors und Softwareunternehmen Softwareentwickler, Programmierer und KI-Forscher beiderlei Geschlechts zu der Art und Weise, wie diese programmieren und dabei ihr Verhältnis zur Computertechnologie gestalten. Sie stellte fest, dass die Mensch-Maschine-Beziehung über den Beruf hinauswirkt und auch die Gestaltung von Freizeit und von sozialen Beziehungen beeinflusst, ja, Selbstkonzepte prägt. Mit der Entwicklung des Internets und des Web 2.0 wurden auch diese digitalen Technologien zum Gegenstand ihrer Forschung. Von 2002 bis 2005 leitete sie das vom deutschen Bundesministerium für Wissenschaft und Forschung geförderte Projekt E-Network. Kommunikation und Gemeinschaftsbildung in virtuellen Frauen-Räumen, bei dem sie mit Gabriele Winker von der TU Hamburg-Harburg kooperierte, woraus das gemeinsame Buch Virtuelle Räume – neue Öffentlichkeiten, Frauennetze im Internet entstand.
In einer weiteren Studie untersuchte sie, wie Ärzte zu ihren Diagnosen und Therapieentscheidungen kommen. Sie entdeckte, dass diese in ihrem Denken und Handeln metaphorischen Mustern folgen, für die bereits in der Kindheit die Weichen gestellt werden und die sich in das Medizinstudium sowie in der medizinischen Praxis mit medizinischen Erkenntnis- und Entscheidungsmodellen verknüpfen.
In einem im Jahre 2013 abgeschlossenen binationalen Forschungsprojekt Subjektkonstruktionen und digitale Kultur, das vom Fonds zur Förderung der wissenschaftlichen Forschung (FWF) und von der VW-Stiftung finanziert und zusammen mit den Universitäten Hamburg-Harburg, Bremen, Münster bearbeitet wurde, untersuchte sie weltweit mit einem Forschungsteam digital gestützte Kommunikationsformen und Selbstinszenierungen auf Online-Plattformen und Blogs. Dabei wurden auch Fragen von Transnationalität und Transkulturalität sowie die Entstehung sozialer Bewegungen im Zeitalter des Internets untersucht. Eine Studie in FabLabs, die neuen Hightech-Werkstätten für jedermann, schloss sich an. Auf der Basis von Interviews mit Kindern im Happylab-Vienna und der wissenschaftlichen Beobachtung von Workshops für Kinder wurde das Verhältnis zwischen Kindern und Dingen aus einer kulturwissenschaftlichen Perspektive erforscht. Die Ergebnisse dieser Arbeit fasst das 2014 erschienene Buch Kinder und Dinge zusammen. Aktuell arbeitet sie an dem Forschungsprojekt „Transnationale Lebensformen“. Sie hat dazu Menschen aus verschiedenen europäischen, afrikanischen und arabischen Ländern interviewt, die in den deutschsprachigen Raum zugewandert sind und längerfristige Lebens- und Arbeitsperspektiven im Migrationsland haben. Insbesondere richtet sich das Forschungsinteresse auf die Rolle von Medien für die transnationale Lebensgestaltung.
Im Mittelpunkt der Arbeiten von Christina Schachtner stehen Fragen nach der Entwicklung von Kommunikation, Selbstentwürfe, Öffentlichkeit und Privatheit, Wahrnehmung und Erkenntnis, die sich im Kontext der digitalen Medien neu stellen.
Die wissenschaftlichen Arbeiten von Christina Schachtner zeichnen sich durch Transdisziplinarität aus; empirisch arbeitet sie mit einer Kombination von Methoden aus dem nomothetischen und verstehend-interpretativen Methodenspektrum. Sie entwickelte das bereits in der Psychotherapie verwendete Diagnoseinstrument der Visualisierung zu einer Forschungsmethode, die verbale Aussagen kontrastiert. Sie schuf außerdem in Anlehnung an die Grounded Theory die Methode der fokussierten Netzanalyse zur Untersuchung von Online-Diskussionen.

## Publikationen (Auswahl)
Monographien
- Schachtner, Ch. (2016): Das narrative Subjekt. Erzählen im Zeitalter des Internets, Bielefeld: transcript.
- Schachtner, Ch. (2005): Architektinnen der Zukunft. Lokale Frauennetze im Kontext der Globalisierung, München: Ökom Verlag.
- Schachtner, Ch. (2002): Entdecken und Erfinden. Lernmedium Computer, Opladen: Leske+Budrich.
- Schachtner, Ch. (1999): Ärztliche Praxis. Die gestaltende Kraft der Metapher, Frankfurt/Main: Suhrkamp.
- Schachtner, Ch. (1993): Geistmaschine. Faszination und Provokation am Computer, Frankfurt/Main: Suhrkamp.
- Schachtner, Ch. (1988): Störfall Alter. Für ein Recht auf Eigen-Sinn, S. Fischer.

Herausgeberschaften
- Schachtner, Ch. (2014): Kinder und Dinge. Kindliche Dingwelten zwischen Kinderzimmer und FabLabs, Bielefeld: transcript.
- Carstensen, T. / Schachtner, Ch., Schelhowe, H., Beer, R. (2014): Digitale Subjekte. Praktiken der Subjektivierung im Medienumbruch der Gegenwart, Bielefeld: transcript.
- Schachtner, Ch., Höber, A. (2008): Learning Communities. Das Internet als neuer Lern- und Bildungsraum, Frankfurt/Main: Campus.
- Schachtner, Ch. / Winker, G. (2005): Virtuelle Räume – neue Öffentlichkeiten. Frauennetze im Internet, Frankfurt/New York: Campus.
- Schachtner, Ch. (1997): Technik und Subjektivität. Das Wechselverhältnis zwischen Mensch und Computer aus interdisziplinärer Sicht, Frankfurt/Main: Suhrkamp.

Artikel in Büchern
- Body Images. People-machine-configurations in the context of digital media, in: Brodesco, A. / Giordano, F. (Hg.): Post-Cinema and digital Culture, Milano/Udine: Mimesis International, S. 171–190.
- Kinder, Dinge und Kultur, in: Schachtner, Ch. (Hg.): Kinder und Dinge, Bielefeld: transcript, S. 25–62.
- Wenn das Netz zum Lebensort wird. Profilmerkmale der Netzgeneration, in: Bammé, A. (Hg.): Risiko und Entscheidung, Wien/München: Profil, S. 109–137.
- mit N. Duller: Kommunikationsort Internet. Digitale Praktiken und Subjektwerdung, in: Carstensen, T., Schachtner, Ch., Schelhowe, H., Beer, R. (Hg.): Digitale Subjekte, Wiesbaden: transcript, S. 81–154.
- Das Soziale im Kontext digitaler Netzwerke: Auf den Spuren von Bruno Latour, in: Greif, H., Werner, M. (Hg.): Vernetzung als soziales und technisches Paradigma, Wiesbaden: VS, S. 79–100.

Artikel in Zeitschriften
- Kinder und Dinge. Beobachtungen in einem FabLab, in: Merz. Zeitschrift für Medienpädagogik, 2014, S. 60–66.
- Im Gespinst der Netze. Soziale und kulturelle Entwicklungstrends im Medienumbruch der Gegenwart, in: Medienjournal, 37. Jg., H. 4, 2013, S. 18–34.
- New Technologies Require Education to Renew Itself – Novas technologias exigem a renovação da educação (port. Übersetzung), in: Educação Unisinos (Educação Unisinos), unisinos, 2013.
- Digital Media Evoking. Interactive Games in Virtual Space, in: Subjectivity, Vol. 6, 1, 2013, S. 33–54.
- Ich bin online, also bin ich, in: Psychologie heute, H. 3, 2010, S. 30–34.
- Wissen und Gender. Der Cyberspace als genderrelevanter Wissensraum, in: Medien & Kommunikationswissenschaft, H. 4, 2009, S. 500–519.
- mit Roth-Ebner, C.: Konstruktivistisch-partizipative Technikentwicklung, in: Kommunikation & Gesellschaft, Jg. 10, Beitrag 1.
- Knowledge and Experience. Requirements for Computer-Based Learning Taking a Paper Mill as an Example, in: The International Journal of Technology, Knowledge and Society.

Online-Publikationen
- Schachtner, Ch. (2018): Zeitgenössische Selbstinszenierungen im Zeitalter digitaler Medien. Das Ringen um Anerkennung, in: Medienimpulse, H.1, http://medienimpulse.at/articles/view/1172
- Schachtner, Ch. (2018): Children, Things and Culture. Observations in a Fab Lab, in: Gail, C./Ticuson, M.(Ed.): Current Issues in Educational Methods and Theory in a Changing World, Athen: Athens Institute for Education and Research, S. 131–146, https://www.atiner.gr/books-a/
- Schachtner, Ch. (2018): Riskante Diskurse. Arabische Netzakteurinnen als Produzentinnen von Gegenöffentlichkeiten, in: Deutsche Gesellschaft für Soziologie (Hg.): Geschlossene Gesellschaften, http://publikationen.soziologie.de/
- Schachtner, Ch. (2014): Transculturality in the Internet. Cultural Flows and Virtual Publics, in: Current Sociology. Future Technology, S. 1–16, http://csi.sagepub.com